# 盧煜明
盧 煜明（ろ いくめい、デニス・ロー、中国語：盧煜明、英語：Yuk-ming Dennis Lo、1963年10月12日 - ）は、香港の分子生物学者。香港中文大学第9代学長。香港中文大学医学部教授、同大李嘉誠健康科学研究所所長。主な業績は血漿中セルフリーDNA（cfDNA）を利用した新型出生前診断の手法の開発。

## 経歴
香港生まれ。1983年にケンブリッジ大学に留学し、オックスフォード大学からM.D.を取得。同大学の臨床生化学の講師を務めた後、1997年に香港に帰国。2011年王立協会フェロー選出。

## 受賞歴
- 2014年 - キング・ファイサル国際賞
- 2016年 - クラリベイト・アナリティクス引用栄誉賞
- 2021年 - 生命科学ブレイクスルー賞、ロイヤル・メダル
- 2022年 - ラスカー・ドゥベーキー臨床医学研究賞
- 2025年 - 発生生物学マーチ・オブ・ダイムズ賞

## 参照
- Dennis Lo 盧煜明
- Asia’s Scientific Trailblazers: Dennis Lo